# Ravageurs de la canne à sucre
Liste non exhaustive de ravageurs de la canne à sucre.

## Insectes

### Coléoptères
- Hoplochelus marginalis (dit ver blanc de la canne à sucre)[1]
- Alissonotum piceum

- En Australie, 19 espèces de « vers blancs de la canne à sucre », dont la plus importante sur le plan économique est Dermolepida albohirtum, ont été recensées[2] :
  - Antitrogus consanguineus
  - Antitrogus parvulus
  - Antitrogus planiceps
  - Antitrogus rugulosus
  - Dermolepida albohirtum
  - Lepidiota caudata
  - Lepidiota consobrina
  - Lepidiota crinita
  - Lepidiota frenchi
  - Lepidiota froggatti
  - Lepidiota grata
  - Lepidiota grisea
  - Lepidiota negatoria
  - Lepidiota noxia
  - Lepidiota picticollis
  - Lepidiota rothei
  - Lepidiota sororia
  - Lepidiota squamulata
  - Rhopaea magnicornis

### Lépidoptères
Foreurs de la tige :
- Busseola fusca (foreur de la tige du maïs)
- Chilo infuscatellus (Inde)
- Chilo sacchariphagus
- Coniesta ignefusalis (foreur des tiges du mi)
- Diatraea saccharalis (pyrale de la canne à sucre)
- Diatraea impersonatellus
- Eldana saccharina (foreur des tiges du sorgho)
- Scirpophaga excertpalis
- Sesamia calamistis (foreur rose africain)
- Sesamia cretica
- Spodoptera exempta (chenille légionnaire africaine)
- Tetramoera schistaceana

### Hémiptères
Pucerons :
- Ceratovacuna lanigera
- Melanaphis sacchari  (vecteur de viroses)
- Rhopalosiphum maidis (puceron du maïs)

Cochenilles :
- Aulacaspis tegalensis
- Pulvinaria iceryi (pou à poche blanche)
- Pseudaspidoproctus fulleri
- Saccharicoccus sacchari (cochenille de la canne à sucre)

Punaises :
- Perkinsiella saccharicida (vecteur du virus de la maladie de Fidji)

Cicadelles :
- Pyrilla perpusilla

### Thysanoptères
Thrips :
- Fulmekiola serrata